# Johannes Scheffer

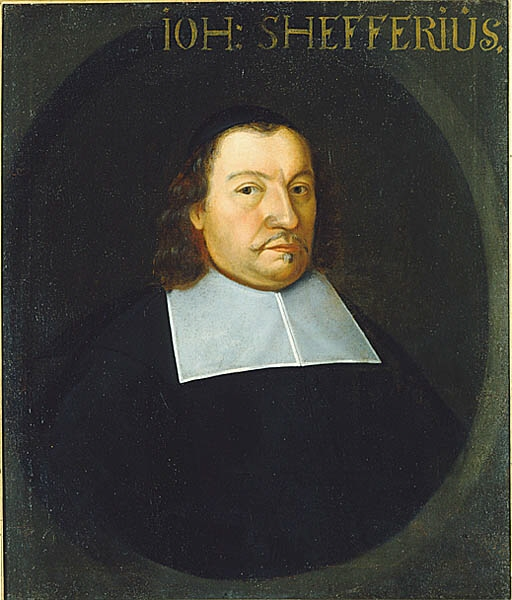
Johannes Scheffer

Johannes Scheffer (* 2. Februar 1621 in Straßburg; † 26. März 1679 in Uppsala) war ein deutsch-schwedischer Humanist und Gelehrter.

## Ausbildung
Johannes Scheffer (latinisiert Johannes Schefferus) wurde als Sohn des wohlhabenden Kaufmanns Johann Scheffer und seiner Frau Elisabeth Kraschel geboren. Seine Abstammung führte er auf den ersten Buchhändler und Verleger im Zeitalter des Buchdrucks Peter Schöffer zurück. Johannes Scheffer studierte ab 1637 an der Universität Straßburg Philologie bei Johan Henrik Boeclerus. Danach begab er sich auf Reisen nach Holland, in die Schweiz und nach Leiden. 1643 gab er in Straßburg seine erste Schrift, De varietate navium, heraus.

## Universität Uppsala
1648 wurde Scheffer von Königin Christina nach Schweden gerufen. In Uppsala übernahm er die berühmte Skytteanische Professur für Politik und Rhetorik (Skytteanska professuren i statskunskap och vältalighet), die er bis zu seinem Tod innehatte. 1665 wurde er Ehrendoktor der Rechtswissenschaft (Naturrecht und Völkerrecht). 1658 und 1664 amtierte er als Rektor. 1667 gehörte er zu den ersten Mitgliedern des Antiquitätskollegiums (schwedisch Antikvitetskollegium), das sich auf königlichen Wunsch mit alter nordischer Geschichte und Literatur befassen sollte. Ab 1677 war Scheffer auch Bibliothekar der Universität Uppsala.

## Wissenschaftler
Während seiner Zeit in Uppsala konzentrierte sich Scheffer auf die Klassische Philologie. Er war unter anderem der Herausgeber einer textkritischen Ausgabe der Werke des römischen Fabeldichters Phaedrus (1663). Daneben interessierte er sich aber auch intensiv für andere Wissenschaftszweige. Besonders berühmt wurden Scheffers Rhetorik-Buch De stylo (1653) sowie 1671 das Buch Memorabilium sueticæ gentis exemplorum, ein national gesinntes Lehrwerk über Schweden. Er verfasste unter anderem das erste schwedische Werk zur Archäologie (De orbibus tribus aureis) und die erste vollständige Bibliografie der in Schweden gedruckten Literatur, Suecia literata, die 1680 posthum erschien. Johannes Scheffer veröffentlichte auch unter seinem Pseudonym Constantinus Opelius.

## Lappland
Bahnbrechend war Scheffers Band Lapponia, eine der ersten und wichtigsten Beschreibungen Lapplands und der samischen Völker seiner Zeit. Den Auftrag zur Erarbeitung eines realistischen Buchs über die Sitten und Gebräuche der Samen hatte er 1671 von dem Staatsmann Magnus Gabriel de la Gardie erhalten.
Die lateinische Ausgabe erschien 1673 in Frankfurt am Main. Das Buch hatte in Europa großen Erfolg und wurde zum Standardwerk. Bereits 1674 erschien in Oxford die englischsprachige Übersetzung, 1675 in Frankfurt am Main und Leipzig eine deutsche Ausgabe (Joannis Schefferi von Strassburg: Lappland, Das ist: Neue und wahrhafftige Beschreibung von Lappland und dessen Einwohnern) und 1678 in Paris in der Übersetzung von Augustin Lubin (1624–1695) das Werk auf Französisch.

## Privatleben
1648 heiratet Johannes Scheffer Regina Loccenia, die Tochter des Juristen und Historikers Johannes Loccenius, der von 1628 bis 1642 Vorgänger auf dem Lehrstuhl Scheffers war. Das Paar hatte zwei Söhne.

## Wichtigste Werke
- De varietate navium (1643)
- De stylo illiusque exercitiis ad veterum consuetudinem disputatio prima-sexta (1652/53)
- De militia navali veterum libri quatuor. Ad historiam græcam latinamque vtiles (1654)
- De antiquorum torqvibus. Syntagma (1656)
- Argentoratensis de stylo illiusque exercitiis ad veterum consvetudinem liber (1657)
- Phædri Aug. Lib. Fabularum æsopiarum libri qvinqve (1663)
- Arriani Tactica: & Mauricii Artis militaris libri duodecim (1664)
- Memorabilium sueticæ gentis exemplorum liber singularis (1671)
- De re vehiculari veterum libri duo (1671)
- Lapponia: id est, regionis Lapponum et gentis nova et verissima descriptio (1673)[2]
- Svecia literata seu de scriptis & scriptoribus gentis Sveciæ (1680, posthum)